# Капитан Туфля
«Капита́н Ту́фля» (или «Капита́н Болва́н») — французский кинофильм с участием Луи де Фюнеса.

## Сюжет
Эммануэль Бонаван (Франсуа Перье) работает в банке и мечтает о яхтах, дорогих автомобилях, в общем, мечтает жить на широкую ногу. Тем сильнее у него соблазн взять на это деньги в банке, что он и делает с помощью своего друга Анри. Получив крупную сумму, он направляется к своей любовнице. Вместе их застаёт тесть Эммануэля и рассказывает об этом его жене Клер. Дома Эммануэля встречают разгневанные его изменой домочадцы. Чтобы избежать сцен, он падает на пол и притворяется парализованным. Эту роль ему приходится играть, пока страсти не утихнут, но за это время он узнаёт немало интересного о своей семье, например, что его жена изменяет ему с его другом Анри…